# Драчевщина
Драче́вщина (укр. Драчі́вщина) — село Черниговского района Черниговской области Украины. Население 5 человека.
Код КОАТУУ: 7425588303. Почтовый индекс: 15515. Телефонный код: +380 462.

## Власть
Орган местного самоуправления — Слободский сельский совет. Почтовый адрес: 15564, Черниговская обл., Черниговский р-н, с. Слобода, ул. Дружбы, 76.